# Natasha Williams (nữ diễn viên)
Natasha Williams (sinh ra Roselyn Agatha Williams; 18 tháng 7 năm 1971) là một nữ diễn viên người Jamaica gốc Anh.
Williams được biết đến với vai trò PC Delia French trong bộ phim truyền hình dài tập ITV The Bill. Cô cũng đóng vai một dược sĩ trong "Gridlock", một tập phim Doctor Who được phát sóng vào ngày 14 tháng 4 năm 2007 và xuất hiện trong Powers năm 2004. Các vai diễn trong phim của cô bao gồm City Rats (2009), Silent Cry (2002) và Cô xuất hiện trong The Story of Tracy Beaker (2002-3) và có một vài vai khách mời trong hai mùa đầu tiên của chương trình và cô vào vai bà Batambuze, người đóng vai Mẹ của Ben Batambuze. Cô đóng vai chính trong Out of Order (1987), cũng như các bộ phim truyền hình như Esther nơi cô có vai Maimuna, người hầu trung thành của Nữ hoàng Esther mà Louise Lombard đóng. Các vai diễn điện ảnh khác bao gồm The Murder of Stephen Lawrence (1999) và châm biếm chính trị Giving Tongue (1996).